# لادا 2103
- لادا 2107

لادا 2103 أو فاز 2103 (بالروسية: ВАЗ-2103)، هي سيارة عائلية متوسطة الحجم، صنعتها شركة أوتوفاز الروسية المالكة لعلامة لادا، وعرضت أول الأمر عام 1972 في الاتحاد السوفيتي.

## معرض الصور

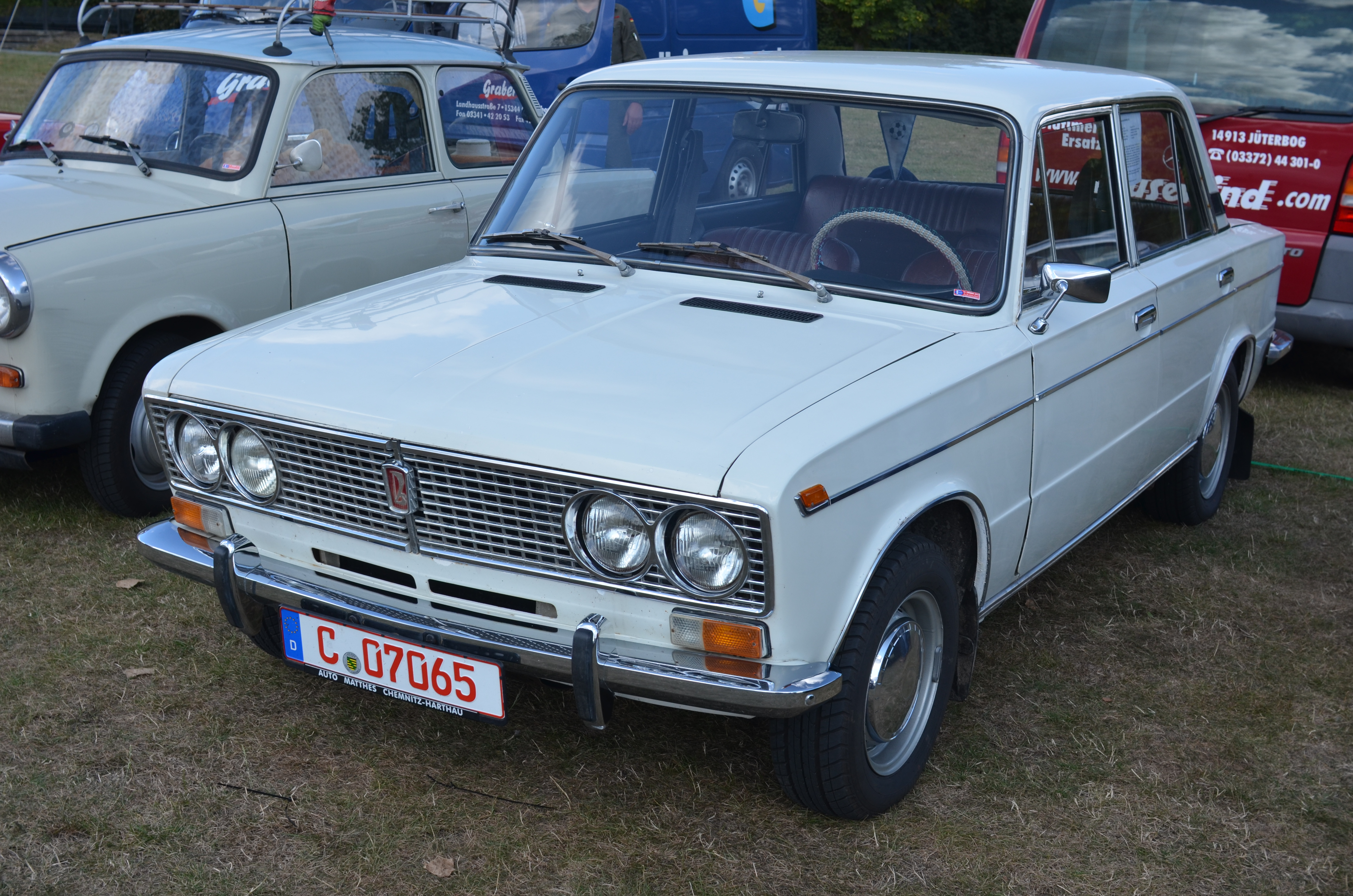
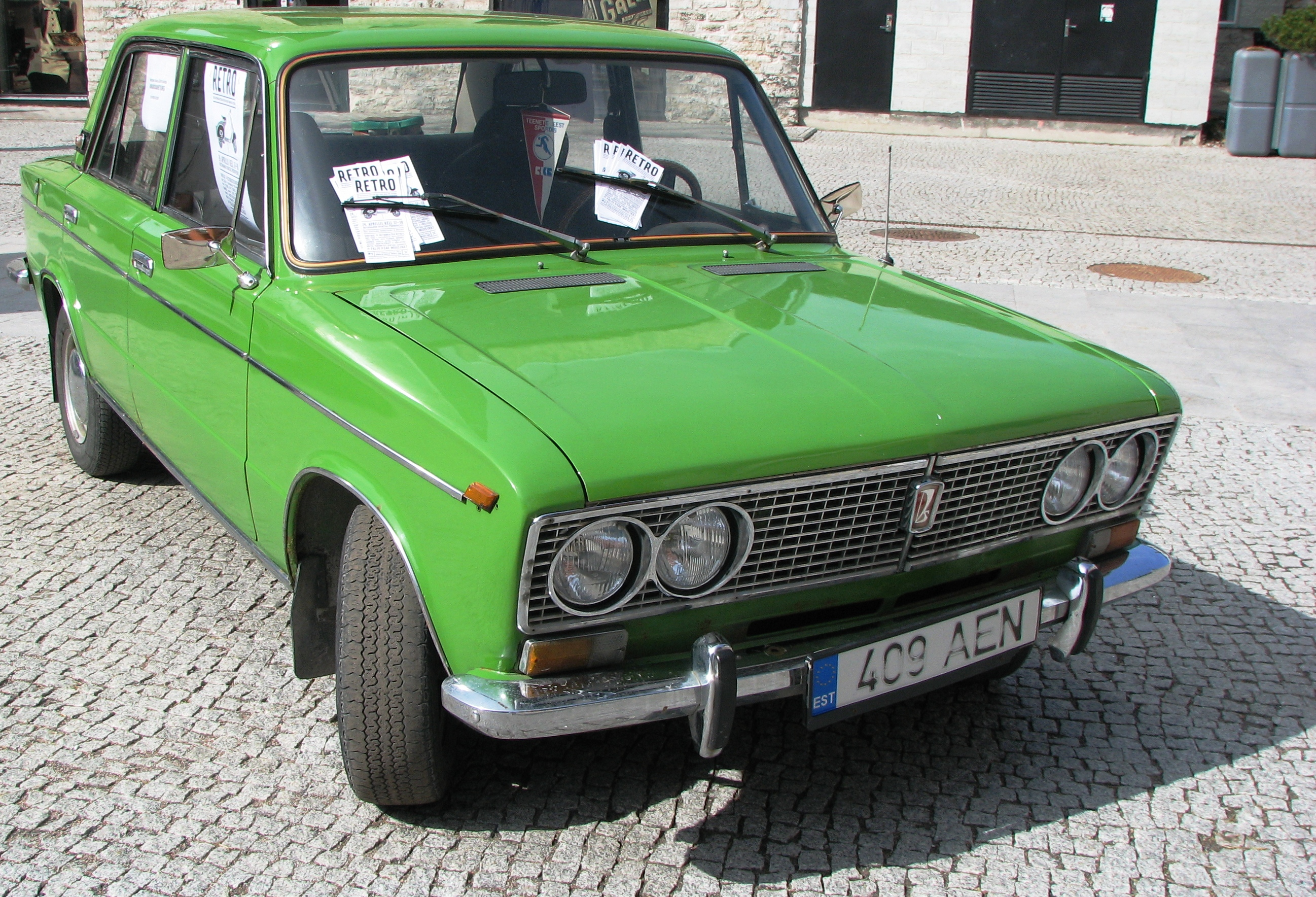
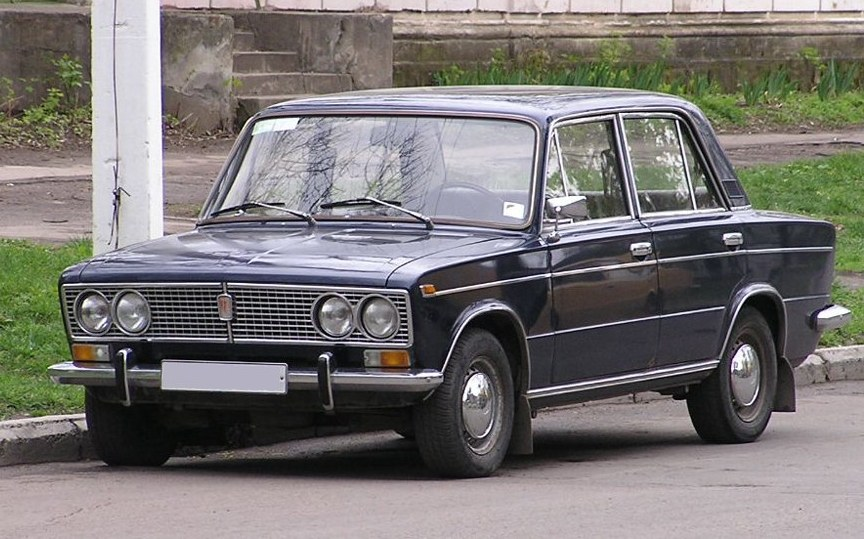
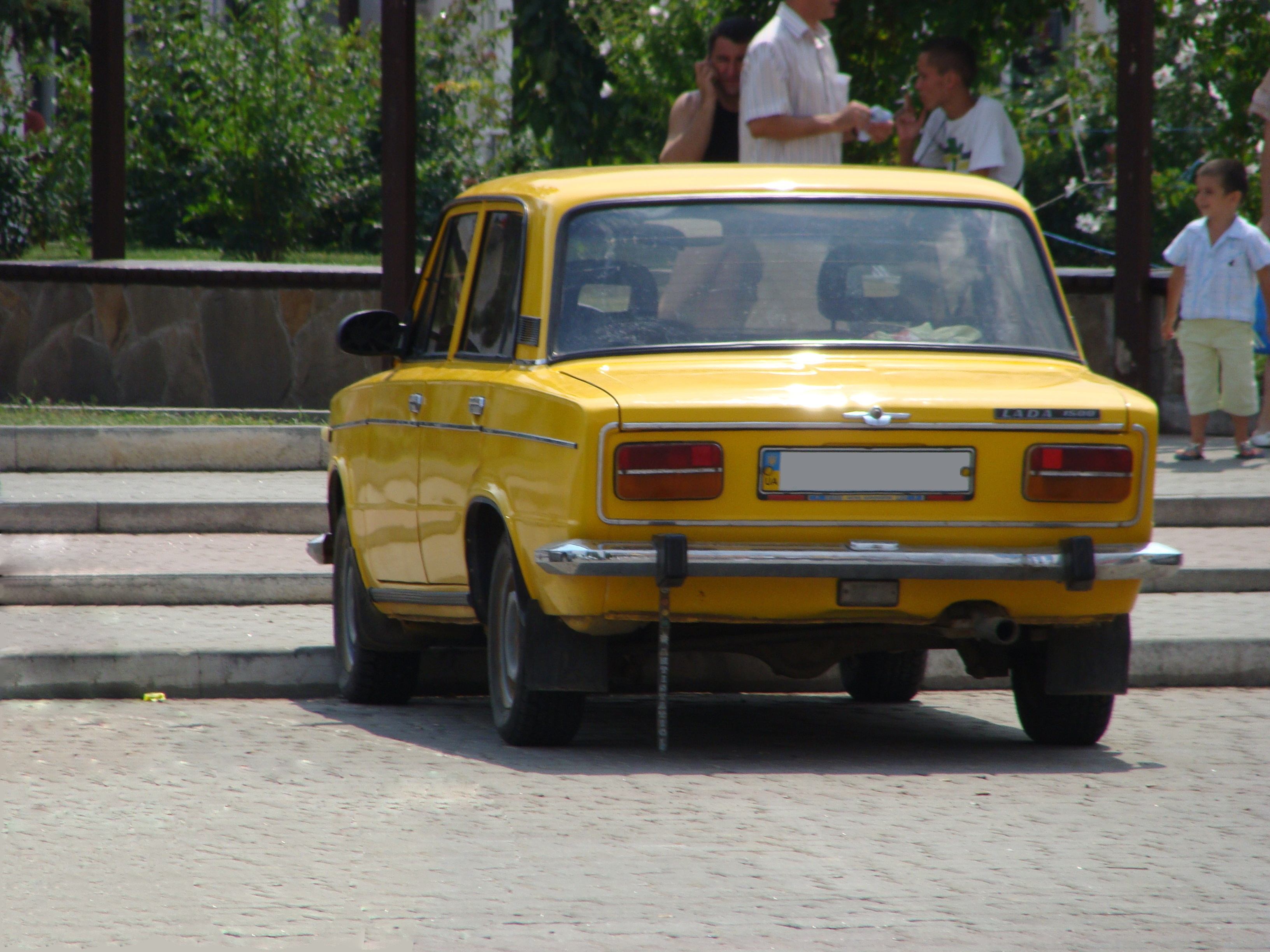
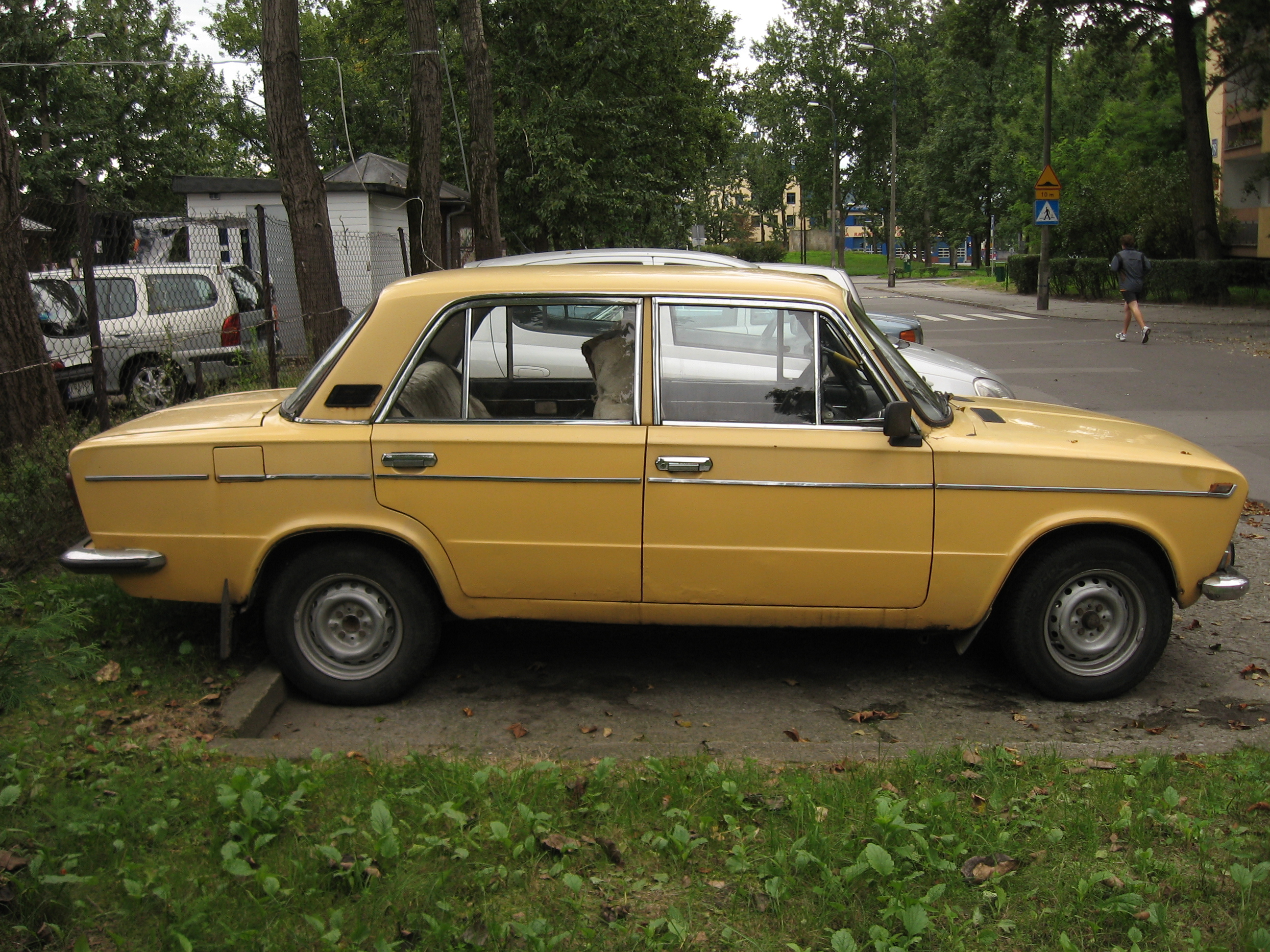